# Ragnar Billberg

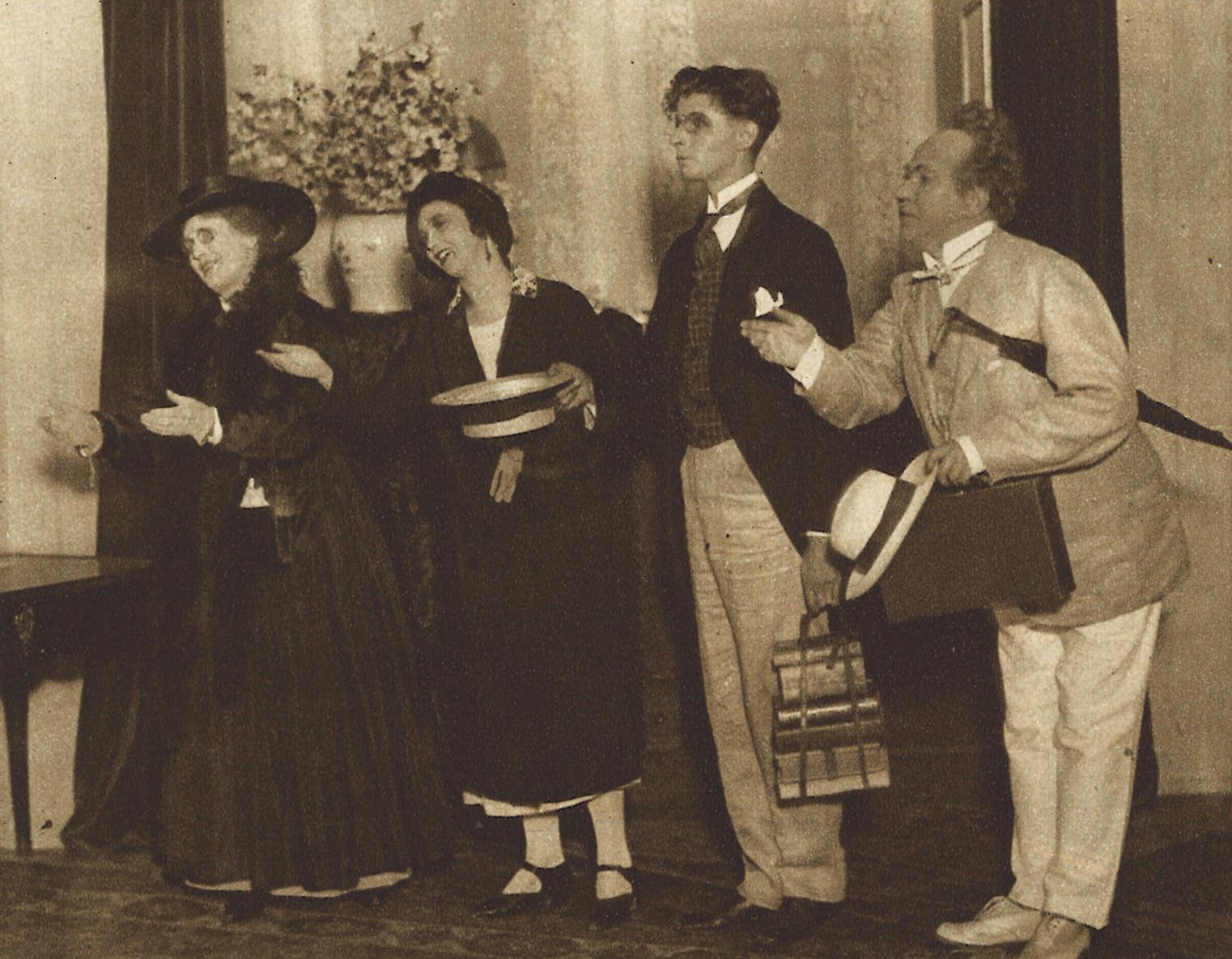
Ragnar Billberg (tercero desde la izq.) en la obra Alarmklockan en 1925, junto a Constance Byström, Inga Tidblad y Artur Cederborgh

Ragnar Billberg (8 de diciembre de 1899 - 10 de agosto de 1930) fue un actor teatral y cinematográfico de nacionalidad sueca.

## Biografía
Su nombre completo era Ragnar August Billberg, y nació en Estocolmo, Suecia. Como actor teatral, tuvo una activa carrera en el Teatro Dramaten, donde interpretó 35 papeles entre 1919 y 1923.
En 1930, tras filmar la película Hjärtats röst, Ragnar Billberg falleció en París, Francia. Tenía 30 años de edad. Fue enterrado en el Cementerio Skogskyrkogården de Estocolmo.
Había estado casado, desde el 16 de febrero de 1924 hasta el momento de su muerte, con la actriz Inga Tidblad.

## Filmografía
- 1925 : Polis Paulus' påskasmäll
- 1925 : Karl XII
- 1925 : Hennes lilla majestät
- 1927 : En perfekt gentleman
- 1930 : För hennes skull
- 1930 : Hjärtats röst

## Teatro
- 1919 : Toto (la Griffe), de Henry Bernstein, dirección de Tor Hedberg, Dramaten
- 1919 : Äventyret, de Gaston Arman de Caillavet y Robert de Flers, dirección de Karl Hedberg, Dramaten
- 1919 : Den gröna fracken, de Gaston Arman de Caillavet y Robert de Flers, dirección de Karl Hedberg, Dramaten
- 1919 : Hamlet, de William Shakespeare, dirección de Tor Hedberg, Dramaten
- 1919 : En idealisk äkta man, de Oscar Wilde, dirección de Karl Hedberg, Dramaten
- 1919 : Fanvakt, de Otto Rung, dirección de Tor Hedberg, Dramaten
- 1919 : El mercader de Venecia, de William Shakespeare, dirección de Olof Molander, Dramaten
- 1920 : Tåget öfver Bält, de Arnold Munthe, dirección de Tor Hedberg, Dramaten
- 1920 : Madame Sans-Gêne, de Victorien Sardou, dirección de Karl Hedberg, Dramaten
- 1920 : Markis von Keith, de Frank Wedekind, dirección de Karl Hedberg, Dramaten
- 1920 : Elektra, de Hugo von Hofmannsthal, dirección de Tor Hedberg, Dramaten
- 1920 : Madame Sans-Gêne, de Victorien Sardou, dirección de Karl Hedberg, Dramaten
- 1920 : Borgmästaren i Stilemonde, de Maurice Maeterlinck, dirección de Tor Hedberg, Dramaten
- 1920 : Mäster Olof, de August Strindberg, dirección de August Lindberg y Knut Michaelson, Dramaten
- 1920 : Låt oss skiljas, de Victorien Sardou y Émile de Najac, dirección de Karl Hedberg, Dramaten
- 1921 : La tempestad, de William Shakespeare, dirección de Olof Molander, Dramaten
- 1921 : Hemkomsten, de Robert de Flers y Francis de Croisset, dirección de Karl Hedberg, Dramaten
- 1921 : Den svåra stunden III, de Pär Lagerkvist, dirección de Olof Molander, Dramaten
- 1921 : George Dandin, de Molière, dirección de Olof Molander, Dramaten
- 1921 : La tempestad, de William Shakespeare, dirección de Olof Molander, Dramaten
- 1921 : Elektra, de Hugo von Hofmannsthal, dirección de Tor Hedberg, Dramaten
- 1921 : El sueñol, de August Strindberg, dirección de Max Reinhardt, Dramaten
- 1921 : Pigmalión, de George Bernard Shaw, dirección de Gustaf Linden, Dramaten
- 1921 : Mästaren, de Hermann Bahr, dirección de Gustaf Linden, Dramaten
- 1922 : Tartufo, de Molière, dirección de Tor Hedberg, Dramaten
- 1922 : Gurli, de  Henrik Christiernsson, dirección de Karl Hedberg, Dramaten
- 1922 : Sällskap där man har tråkigt, de Édouard Pailleron, dirección de Karl Hedberg, Dramaten
- 1922 : Det gamla spelet om Envar, de Hugo von Hofmannsthal, dirección de Tor Hedberg, Dramaten
- 1922 : Como gustéis, de William Shakespeare, dirección de Olof Molander, Dramaten
- 1922 : Scampolo, de Dario Niccodemi, dirección de Gustaf Linden, Dramaten
- 1922 : Äventyret, de Gaston Arman de Caillavet y Robert de Flers, dirección de Karl Hedberg, Dramaten
- 1922 : Ett kasperspel, de Einar Rosenberg, dirección de Olof Molander, Dramaten
- 1923 : Kära släkten, de Gustav Esmann, dirección de Tor Hedberg, Dramaten[6]
- 1923 : Nationalmonumentet, de Tor Hedberg, dirección de Karl Hedberg, Dramaten
- 1923 : Värdshuset Råbocken, de Oliver Goldsmith, dirección de Olof Molander, Dramaten
- 1923 : Ett resande teatersällskap, de August Blanche, dirección de Gustaf Linden, Dramaten
- 1925 : Kvitt eller dubbelt, de Theophilus Charlton, dirección de Knut Nyblom, Vasateatern[7]
- 1925 : Herrn som kommer klockan 5, de Maurice Hennequin y Pierre Veber, dirección de Knut Nyblom y Albert Ranft, Svenska teatern[8]
- 1925 : Alarmklockan, de Maurice Hennequin y Romain Coolus, dirección de Gunnar Klintberg, Vasateatern[9]
- 1925 : Det stora barndopet, de Oskar Braaten, dirección de Pauline Brunius, Vasateatern[10]
- 1926 : Dollar, de Hjalmar Bergman, dirección de John W. Brunius, Teatro Oscar[11][12]
- 1926 : Han som får örfilarna, de Leonid Andréiev, dirección de Gösta Ekman (sénior), Teatro Oscar[13]
- 1926 : Svenska Sprätthöken, de Carl Gyllenborg, dirección de Rune Carlsten, Teatro Oscar[14][15]
- 1926 : Moloch, de Erik Lindorm, dirección de John W. Brunius, Teatro Oscar[16]
- 1926 : Lycko-Pers resa, de August Strindberg, dirección de Rune Carlsten, Teatro Oscar[17]
- 1927 : Pecks äventyr, de Kaja Malmquist, dirección de Rune Carlsten, Teatro Oscar[18]
- 1927 : Geografi och kärlek, de Bjørnstjerne Bjørnson, dirección de John W. Brunius, Teatro Oscar[19][20]
- 1927 : La fierecilla domada, de William Shakespeare, dirección de Gösta Ekman (sénior) y Johannes Poulsen, Teatro Oscar[21]
- 1927 : Bättre folk, de Avery Hopwood y David Gray, dirección de Pauline Brunius, Teatro Oscar[22][23]
- 1927 : Hennes sista bedrift, de Frederick Lonsdale, dirección de Pauline Brunius, Teatro Oscar[24]
- 1928 : Cándida, de George Bernard Shaw, dirección de Gösta Ekman (sénior), Teatro Oscar[25]
- 1928 : Skandalskolan, de Richard Brinsley Sheridan, dirección de Johannes Poulsen, Teatro Oscar[26]
- 1928 : Broadway, de Philip Dunning y George Abbott, dirección de Mauritz Stiller, Teatro Oscar[27][28]
- 1928 : En komedi på slottet, de Ferenc Molnar, dirección de Gösta Ekman (sénior), Teatro Oscar[29]
- 1928 : Hokus-Pokus, de Curt Goetz, dirección de Gösta Ekman (sénior), Teatro Oscar[30]
- 1929 : Kära släkten, de Gustav Esmann, dirección de Rune Carlsten, Teatro Oscar[31]
- 1929 : Den svarta skjortan, de Herbert Grevenius, dirección de Rune Carlsten, Teatro Oscar[32][33]
- 1929 : Männen vid fronten, de Robert Cedric Sherriff, dirección de Thomas Warner, Teatro Oscar[34]
- 1929 : Vid 37de gatan, de Elmer Rice, dirección de Svend Gade, Teatro Oscar[35][36]
- 1930 : Hans första hustru, de St. John Greer Ervine, dirección de Pauline Brunius, Teatro Oscar[37]
- 1930 : Enrique VIII, de William Shakespeare, dirección de Thomas Warner, Teatro Oscar[38]
- 1930 : Äventyr på fotvandringen, de Jens Christian Hostrup, dirección de Rune Carlsten, Teatro Oscar[39]